# دانشگاه بین‌المللی الاینت
دانشگاه بین‌المللی الاینت (به انگلیسی: Alliant International University)
دانشگاه انتفاعی خصوصی است که پردیس‌هایی در کالیفرنیا، ژاپن و مکزیک دارد. این دانشگاه به نام الاینت نیز شناخته می‌شود و در شش پردیس در کالیفرنیا برنامه تحصیلی ارایه می‌کند: سن فرنسیسکو، سن دیگو، لس آنجلس، ارواین، سکرمنتو و فرزنو و همچنین در مکزیکو سیتی، نایروبی کنیا و توکیو ژاپن و هنگ کنگ. تقریباً ۴۰۰۰ نفر دانشجو دارد که ۹۵٪ آنان در مقاطع تحصیلات تکمیلی اند.
این دانشگاه در سال ۲۰۰۱ در نتیجه ترکیب دو نهاد آموزشی قدیمی تر ایجاد شد: مدرسه روانشناسی حرفه ای کالیفرنیا (CSPP) و دانشگاه بین‌المللی ایالات متحده (USIU). پردیس اصلی الاینت در سن دیگو قرار دارد.